# George Eastman Award
George Eastman Award – nagroda ustanowiona przez George Eastman Museum w 1955. Jest ona pierwszą nagrodą filmową przyznawaną przez amerykańską instytucję kulturalną w celu uhonorowania prac artystycznych o trwałej wartości. Pierwsze dwie edycje rozdania nagrody w 1955 i 1957 – znane jako Festival of Film Artists – były hołdem dla artystów i twórców okresu kina niemego (1915–1930). Z biegiem lat nagroda ewaluowała, aby móc docenić szereg talentów artystycznych w przemyśle filmowym.
Pierwotnie ceremonia wręczania nagrody odbywała się w Eastman Theatre w Rochester w stanie Nowy Jork, a obecnie ma ona miejsce w Dryden Theatre na terenie George Eastman Museum.

## Laureaci
Opracowano na podstawie materiału źródłowego:

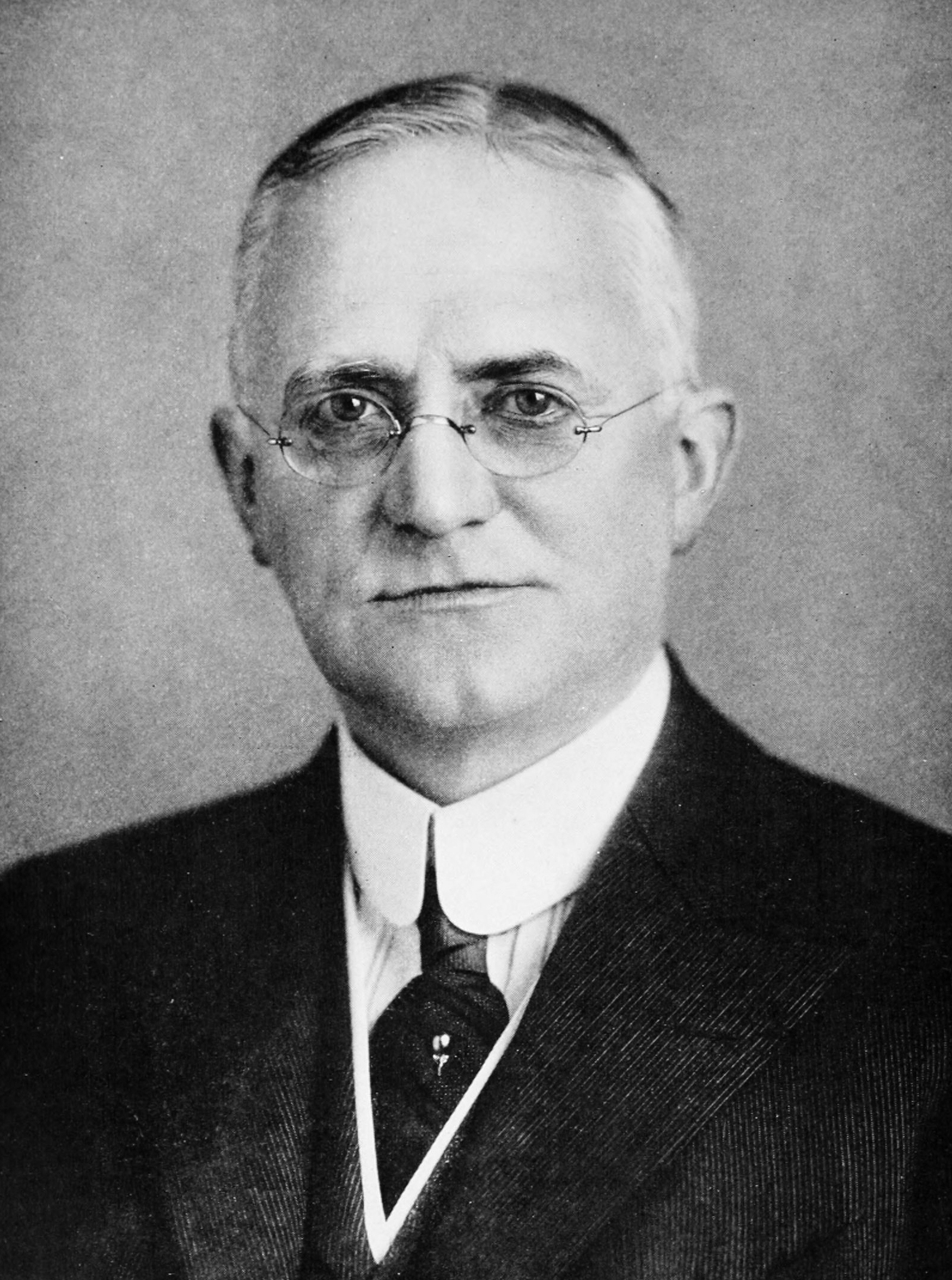
George Eastman, patron nagrody

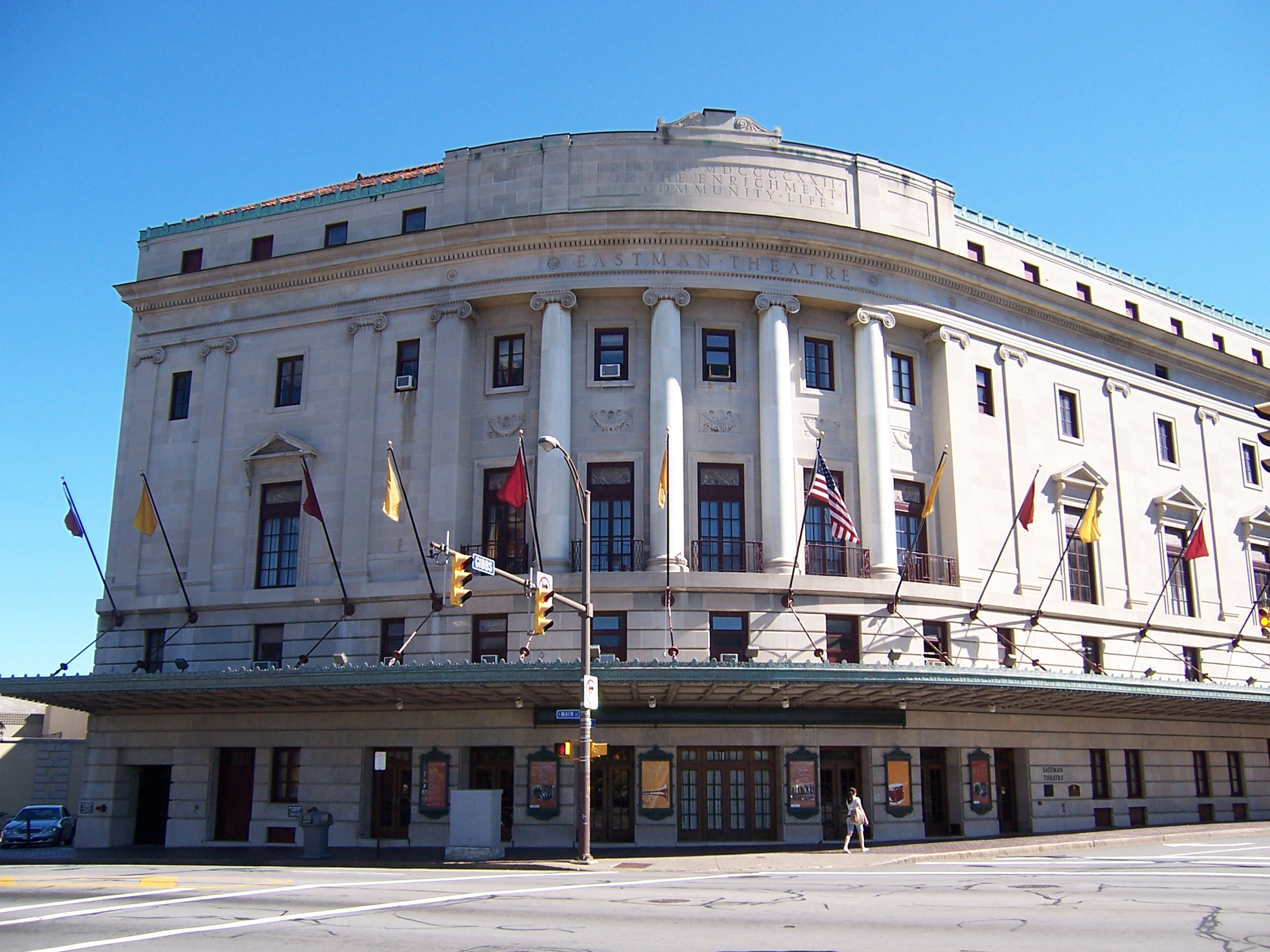
Eastman Theatre, dawne miejsce wręczania nagrody

### Aktorzy i aktorki
- Audrey Hepburn (1992)
- Blanche Sweet (1975)
- Buster Keaton (1955)
- Charlie Chaplin (1955 i 1957)
- Clara Bow (1957)
- Dolores del Río (1982)
- Fred Astaire (1965)
- Fredric March (1957)
- Gary Cooper (1957)
- Gregory Peck (1987)
- Greta Garbo (1957)
- Gloria Swanson (1955 i 1957)
- Harold Lloyd (1955 i 1957)
- Isabella Rossellini (1997)
- James Stewart (1978)
- Janet Gaynor (1957)
- Joan Bennett (1982)
- Joan Crawford (1957)
- Jodie Foster (2023)
- Johnny Weissmuller (1973)
- Julia Roberts (2019)
- Kim Novak (2003)
- Lauren Bacall (1990)
- Lillian Gish (1955 i 1957)
- Louise Brooks (1982)
- Luise Rainer (1982)
- Mae Marsh (1955)
- Mary Pickford (1955 i 1957)
- Maureen O’Sullivan (1982)
- Maurice Chevalier (1957)
- Meryl Streep (1999)
- Michael Douglas (2015)
- Michael Keaton (2016)
- Myrna Loy (1982)
- Norma Shearer (1957)
- Norma Talmadge (1955)
- Ramón Novarro (1957)
- Richard Barthelmess (1955 i 1957)
- Richard Gere (2012)
- Ronald Colman (1955 i 1957)
- Sylvia Sidney (1982)
- William Powell (1957)

### Reżyserzy
- Cecil B. DeMille (1955 i 1957)
- Clarence Brown (1957)
- Frank Borzage (1955 i 1957)
- Frank Capra (1957)
- Frank Lloyd (1957)
- George Cukor (1976)
- Henry King (1955)
- John Ford (1955 i 1957)
- Josef von Sternberg (1957)
- King Vidor (1957)
- Marshall Neilan (1955)
- Martin Scorsese (1994)
- Roger Corman (2013)
- Willard Van Dyke (1978)

### Operatorzy
- Arthur Edeson (1955 i 1957)
- Charles Rosher (1955 i 1957)
- George Folsey (1957)
- Hal Mohr (1957)
- Harold Rosson (1955)
- James Wong Howe (1957)
- John F. Seitz (1955)
- Karl Struss (1976)
- Lee Garmes (1955 i 1957)
- Peverell Marley (1957)
- Vittorio Storaro (2017)
- William H. Daniels (1957)